# Leonid Gofshtein
Leonid Gofshtein ou Zvulon Gofshtein est un joueur d'échecs et un entraîneur soviétique puis israélien né le 21 avril 1953 à Kiev en Union Soviétique et mort le 25 décembre 2015.

## Biographie et carrière
Né en 1953, Leonid Gofshtein émigra en Israël en 1990 où il devint entraîneur et organisateur de tournois.
Lors de l'olympiade de Manille en 1992, il marqua 5,5 points sur 9 au quatrième échiquier de l'équipe d'Israël qui finit onzième de la compétition. La même année, il marqua 2,5 points sur 4 comme échiquier de réserve au championnat d'Europe d'échecs des nations et Israël finit quatrième du championnat d'Europe. Dans la coupe d'Europe des clubs d'échecs de 1992, il parvint en demi-finale avec l'équipe du Hapoel Tel-Aviv dont il était le premier échiquier.
Leonid Gofshtein obtint le titre de grand maître international en 1993 et remporta le mémorial Czerniak à Tel-Aviv en 1997.
En 1999, il finit deuxième ex aquo de l'open de Cappelle-la-Grande et 1re-5e ex aquo de l'open du festival d'échecs de Hoogeveen.*
En 2000, il décida de changer son prénom en Zvulon (Zébulon).
Gofshtein partagea la première place au championnat d'Israël d'échecs en 2002 et remporta le championnat d'Israël d'échecs rapides l'année suivante.
En décembre 2004, il remporta le deuxième festival d'Ashdod, ex aquo avec Michael Roiz et Ievgueni Naïer.
En 2013, il remporta le championnat d'Europe senior par équipes avec Israël en marquant 7,5 points sur 9 au premier échiquier, puis il fut champion d'Israël senior de parties classiques et de parties rapides en 2014, un an avant sa mort.
Il fut classé 106e joueur mondial en janvier 1993 avec un classement Elo de 2 560 points et obtint un classement Elo de 2 580 points en janvier 2000.